# Adolf Rettelbusch
Johann Adolf Rettelbusch (né le 15 décembre 1858 à Kammerforst, mort le 8 janvier 1934 à Magdebourg) est un peintre allemand.

## Biographie
Rettelbusch est le huitième enfant d'une famille de propriétaires terriens. En 1878, il s'inscrit à l'école des beaux-arts de Weimar où il a pour professeurs Theodor Hagen et Alexander Struys. Après l'arrêt de ses études pour des raisons financières, il arrive à Berlin en 1880 et devient étudiant de l'académie, élève de Karl Gussow.
Cependant, il reste sans travail. Il revient à Kammerforst pendant deux ans et travaille à l'occasion. En 1883, il va à l'institut d'enseignement du musée des Arts décoratifs de Berlin, grâce à une grosse bourse, avec comme camarades Max Friedrich Koch, Ernst Ewald et Ernst Johann Schaller (de).
En 1886 et 1887, il entreprend un voyage en Italie. Ses dessins et aquarelles lui permettent d'obtenir un poste de professeur à l'école des arts et métiers de Magdebourg (de). Il devient le recteur pour appliquer le programme d'Eduard Spieß (de). Il redevient professeur en 1906 jusqu'à sa retraite en 1924.
Vers 1925, Adolf Rettelbusch a la réputation d'un peintre paysagiste du centre de l'Allemagne, notamment du Harz et du Brocken. Outre ses tableaux, il fait des décorations pour des églises, des restaurants, des châteaux et des grandes demeures. Il fait des portraits, des études de plantes, des scènes agricoles mais aussi de l'industrie. Il fait d'autres voyages : en Espagne en 1893, autour d'Osnabrück en 1909 et dans les Alpes en 1914. Il traite même de la Première Guerre mondiale.